# Фінал кубка Англії з футболу 1969
Фінал кубка Англії з футболу 1969 — 88-й фінал найстарішого футбольного кубка у світі. Учасниками фіналу були команди «Манчестер Сіті» і «Лестер Сіті».
Фінальна гра, проведена 26 квітня 1986 року, завершилася з рахунком 1:0 на користь «Манчестер Сіті», який здобув свій четвертий титул володаря Кубка Англії.

## Шлях до фіналу
| «Манчестер Сіті»    | «Манчестер Сіті» | «Манчестер Сіті»                        | Раунд           | «Лестер Сіті»          | «Лестер Сіті» | «Лестер Сіті»                           |
| ------------------- | ---------------- | --------------------------------------- | --------------- | ---------------------- | ------------- | --------------------------------------- |
| Суперник            | Результат        | Матчі                                   |                 | Суперник               | Результат     | Матчі                                   |
| «Лутон Таун»        | 1-0              | 1—0 вдома                               | Третій раунд    | «Барнслі»              | 3-2           | 1-1 на виїзді, 2—1 вдома (перегравання) |
| «Ньюкасл Юнайтед»   | 2–0              | 0–0 на виїзді, 2—0 вдома (перегравання) | Четвертий раунд | «Міллволл»             | 1–0           | 1–0 на виїзді                           |
| «Блекберн Роверз»   | 4–1              | 4-1 на виїзді                           | П'ятий раунд    | «Ліверпуль»            | 1-0           | 0–0 вдома, 1—0 на виїзді (перегравання) |
| «Тоттенгем Готспур» | 1–0              | 1—0 вдома                               | Шостий раунд    | «Менсфілд Таун»        | 1–0           | 1–0 на виїзді                           |
| «Евертон»           | 1–0              | 1–0 на нейтральному полі                | 1/2 фіналу      | «Вест-Бромвіч Альбіон» | 1–0           | 1–0 на нейтральному полі                |

## Матч
| 26 квітня 1969 15:00 BST |

| Манчестер Сіті | 1–0      | Лестер Сіті |
| -------------- | -------- | ----------- |
| Янг 24'        | Протокол |             |

| Вемблі, Лондон Глядачів: 100 000 Арбітр: Джордж Маккейб (Південний Йоркшир) |

| Манчестер Сіті | Лестер Сіті |

|                  |    |               |  |
|                  |    |               |  |
| ВР               | 1  | Гаррі Дауд    |  |
| ЗХ               | 2  | Тоні Бук (к)  |  |
| ЗХ               | 3  | Глін Пардо    |  |
| ЗХ               | 4  | Майк Дойл     |  |
| ЗХ               | 5  | Томмі Бут     |  |
| ПЗ               | 6  | Алан Оакс     |  |
| ПЗ               | 7  | Майк Саммербі |  |
| ПЗ               | 8  | Колін Белл    |  |
| НП               | 9  | Френсіс Лі    |  |
| НП               | 10 | Ніл Янг       |  |
| ПЗ               | 11 | Тоні Колмен   |  |
| Заміни:          |    |               |  |
| ЗХ               | 12 | Девід Коннор  |  |
| Головний тренер: |    |               |  |
| Джо Мерсер       |    |               |  |

|                  |    |                |  |     |
|                  |    |                |  |     |
| ВР               | 1  | Пітер Шилтон   |  |     |
| ЗХ               | 2  | Пітер Родрігес |  |     |
| ЗХ               | 3  | Девід Ніш (к)  |  |     |
| ПЗ               | 4  | Боббі Робертс  |  |     |
| ЗХ               | 5  | Алан Вуллетт   |  |     |
| ЗХ               | 6  | Грем Кросс     |  |     |
| ПЗ               | 7  | Родні Ферн     |  |     |
| ПЗ               | 8  | Дейв Гібсон    |  |     |
| НП               | 9  | Енді Лохгед    |  |     |
| НП               | 10 | Аллан Кларк    |  |     |
| ПЗ               | 11 | Лен Главер     |  | 70' |
| Заміни:          |    |                |  |     |
| ЗХ               | 12 | Малкольм Менлі |  | 70' |
| Головний тренер: |    |                |  |     |
| Френк О'Феррелл  |    |                |  |     |